# Lia Rumantscha
La Lia Rumantscha (LR) és una organització suïssa que agrupa totes les associacions socio-culturals romanxes; el seu objectiu és promoure i conservar la llengua i la cultura romanx. La seva seu és a Coira, a la Chasa Rumantscha.

## Objectius i finalitat
La Lia Rumantscha fou fundada a Coira el 1919 com organització de referència per totes les associacions lingüístiques i culturals romanxs per potenciar la llengua després d'onades d'immigrants germanòfons en àrees de predomini romanx. Jurídicament és una associació (segons el codi civil suís), és finançada amb contribucions cantonals i federals i es considera un institut d'utilitat pública i neutral des del punt de vista polític i religiós.
La Lia Rumantscha sosté, promou i coordina les activitats de les associacions regionals romanxs. Té com a missió mantenir i promoure el romanx en tots els àmbits i representa els interessos de la Suïssa romanxa en diversos sectors, tan a l'interior com a l'exterior de l'àrea lingüística.
La Lia Rumantscha ofereix textos i traduccions i constitueix un punt de contacte per organitzar cursos en els cinc dialectes del romanx (puter, vallader, sursilvan, sutsilvan i surmiran) i en la llengua estàndard Rumantsch Grischun.

## Associacions afiliades

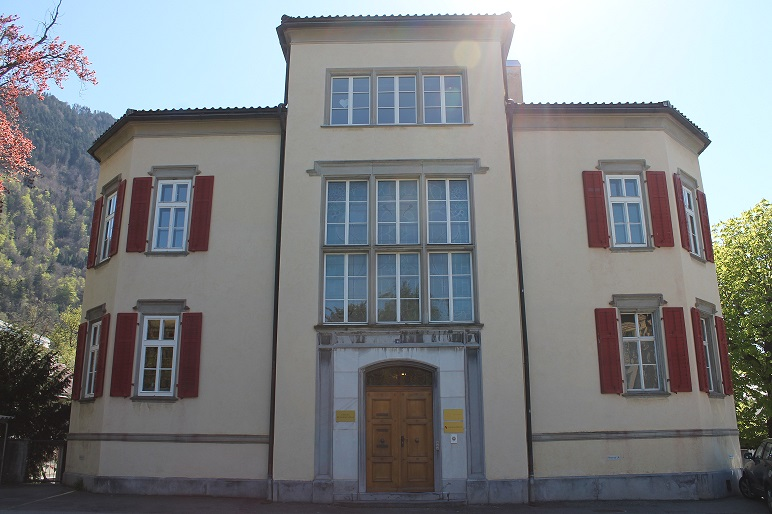
Seu de la Lia Rumantscha a la Chasa Rumantscha

- Uniun dals Grischs (UdG); fundada en el 1904, cobreix l'àmbit de en Engadina, Val Müstair i Bergün/Bravuogn
- Uniun Rumantscha Grischun Central (URGC); sorgida el 2006 de la unió de la Uniun Rumantscha de Surmeir i la Renania Sutselva, és activa en la Vall Sursette i a la Sutselva
- Surselva Romontscha (SR); nascuda el 2006 de la unió de la Romania i la Renania Surselva, és activa a la Surselva
- Giuventetgna Rumantscha (GiuRu); fundada el 1991, publica la revista juvenil Punts
- Uniun per la Litteratura Rumantscha (ULR)
- SRG SSR Svizra Rumantscha (SRG.R)
- Societad Retorumantscha (SSR); és l'associació lingüística romanxa més antiga
- Uniun da las Rumantschas e dals Rumantschs en la Bassa (URB); afiliada a la Lia Rumantscha des del 1991, és la referència per la població romanx que viu fora dels territoris romanxs
- Quarta Lingua (QL); fundada a Zuric el 1972 i afiliada a la Lia Rumantscha del 2003, agrupa els simpatitzants del romanx

### Antigues associacions afiliades
- Renania; fundada el 1922, activa en les zones protestants de la Surselva i de la Sutselva
- Romania; nascuda el 1896, era present en les àrees catòliques del Surselva
- Uniun Rumantscha de Surmeir (URS); fundada el 1921, actuava a les valls del Sursette i de l'Albula

## Sectors d'activitats

### Activitats generals
Amb el sector "Activitats generals" la Lia Rumantscha pretén sensibilitzar la població que viu dins i fora de l'àrea romanx sobre el valor d'aquesta llengua i cultura i animar els romanxs a utilitzar la llengua. S'ocupa de coordinar activitats i programes amb les diverses associacions regionals.

### Lingüística aplicada
El sector "Lingüística aplicada" promou la llengua escrita i oral; desenvolupa nova terminologia i projectes lingüístics en favor del romanx, ofereix traduccions i lectures, i dona suport lingüístic en els cinc dialectes o en rumantsch grischun. Un exemple és la banca de dades lingüístiques Pledari Grond Online (en rumantsch grischun i en els cinc dialectes).

### Formació
El sector "Formació" dona suport a tots els nivells de formació, de l'infantil fins a adults. La pedra angular és el bi- i plurilingüisme en l'educació. També promou la integració lingüística i social dels immigrants i sosté els contactes interculturals.

### Art i cultura
Juntament amb altres temes, la Lia Rumantscha ofereix un programa cultural per totes les zones del romanx. La Lia Rumantscha dona assessorament per l'organització d'activitats culturals i fa d'intermediari per contactes i encàrrecs culturals.